# Северянка (река)
Северянка — река на острове Парамушир в России.
Общая протяжённость реки составляет — 10 км. Площадь её водосборного бассейна насчитывает 31 км². Общее направление течения с северо-запада на юго-восток. Впадает в Тихий океан.

## Данные водного реестра
По данным государственного водного реестра России относится к Амурскому бассейновому округу.
Код водного объекта 20050000312118300010416